# Partido de Centro Democrático (Andorra)
El Centro Demócrata Andorrano (en catalán, Centre Demòcrata Andorrà, CDA) fue un partido político, de ideología demócrata cristiana, de Andorra.
En las elecciones legislativas andorranas celebradas el 24 de abril de 2005, la coalición del Centro Demócrata Andorrano y el partido Siglo 21 obtuvo el 11,0% del voto popular y 2 de los 28 escaños. 
Después de las elecciones del 2005, el CDA se fusionó con el partido Siglo 21 para formar el partido Nuevo Centro, que posteriormente se unió a la Coalición Reformista. 

## Resultados electorales

### Consejo General de Andorra
| Elecciones | Cabeza de lista     | Votos | %      | Escaños | Posición | Gobierno  |
| ---------- | ------------------- | ----- | ------ | ------- | -------- | --------- |
| 2005 a     | Enric Tarrado Vives | 1.360 | 10.99% | 2/28    | 3ª       | Oposición |

a En coalición con Siglo 21